# Suleka Mathew
Suleka Mathew (Kerala, 11 maggio 1984) è un'attrice canadese.

## Biografia
Nata a Kerala, in India, la sua famiglia si è trasferita a Vancouver quando Suleka aveva due anni.
Dopo vari ruoli minori nel 1998, per sei stagioni, interpreta la Dott.ssa Sunita Ramen nella serie televisiva canadese Da Vinci's Inquest. Successivamente il ruolo di Sara Jackson nella sitcom Men in Trees - Segnali d'amore, l'infermiera Bobbie Jackson nella serie TV Hawthorne - Angeli in corsia, Dina Tomlin nella serie Red Widow.
Dal 2017 interpreta Arlene Branch nella serie drammatica Claws trasmessa dalla statunitense TNT.

## Filmografia

### Cinema
- Run, regia di Geoff Burrowes (1991)
- Omicidio incrociato (The Hitman), regia di Aaron Norris (1991)
- Rivelazioni pericolose (Dangerous Indiscretion), regia di Richard Kletter (1995)
- Bear with Me, regia di Paul Ziller (2000)
- Lola, regia di Carl Bessai (2001)
- Una vita quasi perfetta (Life or Something Like It), regia di Stephen Herek (2002)
- The Republic of Love, regia di Deepa Mehta (2003)
- Scandalo a Londra (Touch of Pink), regia di Ian Iqbal Rashid (2004)
- The Score, regia di Kim Collier (2005)
- Best Fake Friends, regia di Paul Kampf (2016)
- Il sole a mezzanotte - Midnight Sun (Midnight Sun), regia di Scott Speer (2018)
- That's Amor, regia di Shaun Paul Piccinino (2022)

### Televisione
- 21 Jump Street - serie TV, 2 episodi (1988-1989)
- MacGyver - serie TV, 2 episodi (1989)
- Una vita strappata (Always Remember I Love You), regia di Michael Miller - film TV (1990)
- Neon Rider - serie TV, 1 episodio (1990)
- Il commissario Scali - serie TV, 3 episodi (1993-1994)
- X-Files - serie TV,  episodi 1x23-3x16 (1994-1996)
- Dietro il silenzio di mio figlio (A Family Divided), regia di Donald Wrye - film TV (1995)
- Highlander - serie TV, 1 episodio (1995)
- Have You Seen My Son, regia di Paul Schneider - film TV (1996)
- Profit, episodio Pilota - serie TV (1996)
- Viper, episodio Trust No One - serie TV (1998)
- The Net, episodio Harvest - serie TV (1998)
- Il corvo - serie TV, 7 episodi (1998-1999)
- Da Vinci's Inquest - serie TV, 66 episodi (1998-2003)
- The Man Who Used to Be Me, regia di Jeff Woolnough - film TV (2000)
- Secret Agent Man, 1 episodio - serie TV (2000)
- Dark Angel, 2 episodi - serie TV (2000)
- Stargate SG-1, 2 episodi - serie TV (2001-2002)
- L'undicesima ora, episodio Mad as Hatters - serie TV (2002)
- Crimine passionale (A Crime of Passion), regia di Charles Wilkinson - film TV (2003)
- Battlestar Galactica - miniserie TV (2003)
- The Dead Zone - serie TV, 6 episodi (2003-2006)
- West Wing - Tutti gli uomini del Presidente, 2 episodi - serie TV (2004)
- Final Days of Planet Earth, miniserie TV (2006)
- Men in Trees - Segnali d'amore - serie TV, 28 episodi (2006-2008)
- Hawthorne - Angeli in corsia (Hawthorne) - serie TV, 30 episodi (2009-2011)
- Stargate Universe, episodio Umani - serie TV (2010)
- La trappola dell'innocenza (Good Morning, Killer), regia di Maggie Greenwald - film TV (2011)
- NCIS - Unità anticrimine, episodio Destini incrociati - serie TV (2012)
- Flashpoint, episodio Idoneo al servizio - serie TV (2012)
- Red Widow - serie TV, 8 episodi (2013)
- Almost Human, episodio Cyber terrorismo - serie TV (2014)
- Castle - serie TV, episodio 7x13 (2015)
- Le regole del delitto perfetto, 2 episodi - serie TV (2016)
- The Jury, regia di Neil Burger - film TV (2016)
- Ten Days in the Valley, 2 episodi - serie TV (2017)
- Claws - serie TV (2017-in corso)

## Doppiatrici italiane
Nelle versioni in italiano delle opere in cui ha recitato, Suleka Mathe è stata doppiata da:
- Laura Romano in Men in Trees - Segnali d'amore, Il sole a mezzanotte - Midnight Sun, Castle
- Irene Di Valmo ne La trappola dell'innocenza, Red Widow, Le regole del delitto perfetto
- Alessandra Cassioli in X-Files (ep. 1x23)
- Cinzia De Carolis in Scandalo a Londra
- Franca D'Amato in Hawthorne - Angeli in corsia
- Chiara Gioncardi in Claws
- Daniela Abbruzzese in Another Life